# هانی راینوالد
هانی راینوالد (آلمانی: Hanni Reinwald؛ ۲۴ اوت ۱۹۰۳ – ۱۹۷۸) بازیگر اهل آلمان بود. 
وی بازیگر فیلم‌هایی همچون دمپایی‌های صورتی بوده‌است.